# Cronologia Perioadei Nara

## Cronologia Perioadei Nara (Tempyo) (710 - 794)
710 - Capitala este mutată la Nara (Heijokyo). Administrația încearcă să impună sistemul de taxe pe pământ al reformei Taika (care se va dovedi fără succes datorită privilegiilor acordate mănăstirilor și familiilor nobiliare). 
712 - Este terminat "Kojiki" ("Povestea despre cele vechi"). "Kojiki" narează istoria Japoniei de la facerea lumii până în anul 628. Este alcatuită de ofițerul O no-Yasumaro la porunca împărătesei Gemmei, după informațiile primite de la un rapsod cu o memorie infailibilă. Este cea mai veche sursă privind tradițiile Japoniei.
715 - Fiica lui Gemmei, Gensho, devine împărăteasă.
720 - Este terminat "Nihonshoki" (sau "Nihongi") - "Cronicile Japoniei din cele mai vechi timpuri până în 629 e.n.".
O armată este formată din nouă provincii pentru a subjuga populația ainu din nord. După lungi bătălii este organizat un post de frontieră și o garnizoană în zona Taga (mai apoi numită Sendai). 
722 - Din cauza numărului în creștere de mari proprietăți private autonome (shoen) și al pierderilor de taxe de orez din cauza populației permanente de la oraș, guvernul emite un ordin prin care se cerea ca 3 milioane de acri de pământ să fie desțeleniți și transformați în culturi de orez. Ca rasplată cei care fac aceste desțeleniri vor primi privilegii. Astfel familii puternice încep să acumuleze pământ și putere. 
724 - Împărăteasa Gensho moare și Shomu devine imparat. (Pentru a reduce amenințarea la adresa tronului, datorată fracționării puternicelor familii de la curtea imperială din timpul domniei lui, Shomu inițiază obiceiul de a degrada unii membri din familia imperială. Din acest obicei provin, printre altele, familiile Tachibana, Taira și Minamoto.)
736 - Budismul Kegon este introdus în Japonia din China. (Această ramură a budismului este chemată în mod sistematic să citească sutre ocrotitoare pentru stat atunci când apar probleme.)
738 - Este întemeiat templul Todaiji și este folosit ca templu pentru familia imperială.
741 - Guvernul asigură fondurile necesare pentru construirea unor temple în care să poată fi citite sutre ocrotitoare în cazuri de evenimente neprevăzute. Todaiji este templul capitalei.
749 - Statuia de bronz a lui Buddha șezând, cu o înălțime de 1,6 m este terminată la templul Todaiji. Shomu ține slujba, astfel adoptând budismul ca religie de curte (și deci de stat). 
Shomu abdică în favoarea împărătesei Koken (fata lui necasatorită).
758 - Koken abdică în favoarea împăratului Junnin.
764 - Fosta împărăteasă Koken îl deposedează și îl exilează pe împăratul Junnin și reia conducerea ca împărăteasa Shotoku. (Dokyo, un călugăr, ajunge Mare Ministru și sfătuitorul cel mai de încredere al lui Koken. El este un om foarte influent până la moartea ei - când este exilat de către familia Fujiwara.)
770 - Shotoku moare. Dokyo încearcă să devină împărat, dar conducătorii de la curte rezistă acestei încercări. Konin (nepotul lui Tenji) este numit împărat de către familia Fujiwara. 
770-781 - Începe separarea țăranilor de clasa războinicilor.
776 - Garnizoana de la Taga este distrusă în urma revoltei populației ainu (revolta a continuat până în anul 790).
781 - Konin moare. După moarte lui, consiliul miniștrilor refuză să permită unei femei să preia tronul. Kammu, fiul mai mare al lui Konin, devine împărat până țn anul 806. (Familiile Taira sunt descendenți ai nepotului împăratului Kammu, Takamochi.)
782 - Kammu decide să mute curtea și capitala într-o zonă nouă, pentru a scăpa de puterea în continuă creștere a templelor budiste din Nara.
784 - Capitala este mutată la Nagaoka, aproximativ 30 de mile de Nara în provincia Yamashiro.
791 - Sakanouye Tamuramaro este numit comandant supleant al forțelor din nord-est. Lui îi este încredințată misiunea de a înfrânge populația rebelă ainu și să mute frontiera înspre nord. 
792 - Sistemul recrutării universale este oficial anulat. Fiecare provincie poate să recruteze propria armată din provincie. Aceste forțe fac parte din rândul familiilor nobile deținătoare de pământ.
793 - În urma multor mari catastrofe naturale, și a superstițiilor conform cărora acestea au fost cauzate datorită alegerii locului pentru construirea capitalei la Nagaoka s-a decis mutarea capitalei din nou. Construcția noii capitale a început la Heiankyo (Kyoto), la 10 mile depărtare de vechiul loc.